# Église du Sappey-en-Chartreuse
L'église du Sappey-en-Chartreuse est une église catholique française, située dans le département de l'Isère, sur la commune du Sappey-en-Chartreuse.

## Historique
L'église primitive date de 1115, elle sera reconstruite à plusieurs reprises au XVIIe siècle et au milieu du XIXe siècle  quand, avec l'aide des moines de Grande Chartreuse, il reçoit sa forme actuelle, avec les deux chapelles latérales et son clocher repris dans la partie supérieure.
L'église abrite une cloche porche en bronze en style dauphinois du 1665, classée monuments historique, de note ut dièse et portant des inscriptions.
En 1955, Georges Gimel a réalisé un grand Christ polychrome en émail, de 1,50 m par 2,40 m de hauteur, et le chemin de croix en ciment peint à la fresques et cloisonnée.
Les huit vitraux actuels, remarquables, ont été réalisés par le maitre-verrier Christophe Berthier sur projet de l'artiste Arcabas.